# IC 4720
IC 4720 — галактика типу SBc () у сузір'ї Павич.
Цей об'єкт міститься в оригінальній редакції індексного каталогу.